# Калембо
Кале́мбо (англ. Kalembo) — традиційна громада у складі дистрикту Балака Південного регіону Малаві.
Населення — 77532 особи (2018).